# ابراهیم الشنطی
ابراهیم یحیی الشَنطی (۱۹۱۰ – ۱۵ آوریل ۱۹۷۹) روزنامه‌نگار فلسطینی بود. روزنامهٔ «الدفاع» را در سال ۱۹۳۴ در یافا تأسیس کرد که با پرداختن به امور سیاسی ناشی از مبارزه با صهیونیسم و قیمومیت بریتانیا و اختلافات موضوعی بین احزاب فلسطینی، خلأ روزنامه‌نگاری سیاسی در فلسطین را پر کرد. با پایان یافتن قیمومیت و اعلام تأسیس اسرائیل در ۱۹۴۸، آخرین شماره آن منتشر شد و مانند سایر روزنامه‌های عربی فلسطین، انتشار آن پایان یافت. در اوت ۱۹۴۸، «دفاع» در قاهره به چاپ بازگشت، جایی که ویرایش، چاپ و با هواپیما به اردن فرستاده می‌شد. این روزنامه به تمرکز خود بر امور فلسطین و نتایج درگیری عرب‌ها و اسرائیل ادامه داد و از آنجا که اکثر خوانندگان آن در اردن بودند و تمرکز اخبار آن حول اردن، شهروندان آن و پناهندگان فلسطینی در سراسر آن می‌چرخید، در آغاز سال ۱۹۴۹ به قدس نقل مکان کرد و در چاپخانه‌های دار الایتام الاسلامیة که تنها چاپخانه‌ای بود که در آن زمان صلاحیت چاپ روزنامه را داشت، شروع به چاپ کرد. امتیاز آن به نام صادق الشنطی صادر شد و برادرش ابراهیم الشنطی سردبیری را بر عهده گرفت. «الدفاع» تا سال ۱۹۷۱ با وقفه‌هایی منتشر شد. 

## زندگی و پیشه
او در شهر یافا، متصرفیه قدس، در سال ۱۹۱۰ به دنیا آمد. پدرش یحیی الشنطی اهل قلقیلیه و تاجر کنجد بود که در اوایل قرن بیستم به شهر یافا نقل مکان کرد و به عنوان تاجر پرتقال مشغول به کار شد. ابراهیم تحصیلات ابتدایی را در مدرسهٔ دارالعلوم همان‌جا گذراند. وی تحصیلات خود را در دانشگاه آمریکایی بیروت به پایان رساند و در رشتهٔ علوم سیاسی در سال ۱۹۳۲ لیسانس گرفت. در دوران تحصیل در دانشگاه از اعضای جمعیت «العروة الوثقی» بود.
او پس از بازگشت به فلسطین به حزب استقلال پیوست و در روزنامهٔ دانشگاه اسلامی به انتشار مقالاتی با عنوان «گفتگوی جوانان» (به عربی:حدیث الشباب) پرداخت. در ۲۰ آوریل ۱۹۳۴ روزنامه «الدفاع» را منتشر کرد. در آن رسانه، بر استعمار بریتانیا تمرکز کرد و آن را اصل مصیبت‌هایی دانست که فلسطین از آن رنج می‌برد، در حالی که صهیونیسم فرع است. این در زمانی بود که در فلسطین خصومت با یهودیان صورت می‌گرفت و ایدهٔ بی‌طرفی بریتانیا بین دو طرف درگیری، عرب‌ها و یهودیان گسترش می‌یافت. «دفاع» پس از آنکه توانست روزنامه‌نگاران سرشناس را به خود جلب کند، شهرت و گسترش یافت و گروهی نخبه از نویسندگان و شاعران عرب در نگارش آن مشارکت داشتند، از جمله: احمد سامی السراج و خیرالدین زرکلی از سوریه و عبد الکریم الکرمی (ابو سلما) و ابراهیم طوقان از فلسطین که ابراهیم الشنطی در زمان تحصیل در دانشگاه آمریکایی بیروت با او که به عنوان معلم زبان عربی در آنجا کار می‌کرد، آشنا شد. «الدفاع» روزنامه‌ای بود که به نمایندگی از حزب استقلال فلسطین که گرایش‌های پان عربیستی داشت، سخن می‌گفت. این روزنامه از بدو تأسیس خود به دلیل تشویق به مهاجرت یهودیان به فلسطین، نگران انتشار اخبار و مقالات جسورانه در بیان وضعیت نارضایتی مردم از جنبش صهیونیستی بود. این روزنامه همچنین سکویی برای حمله به استعمار بریتانیا بود.
پس از اعلام اعتصاب عمومی سال ۱۹۳۶ در فلسطین، ابراهیم الشنطی تأسیس گارد ملی را آغاز کرد. مقامات قیمومیت بریتانیا او را دستگیر کردند و در زندان عوجاء الحفیر در نقب قرار دادند. سپس به اردوگاه صرفند منتقل شد و نزدیک به یک سال را در آنجا گذراند و در این مدت دست از نوشتن برنداشت.زمانی که جنگ جهانی دوم آغاز شد، روزنامهٔ «الدفاع» نسبت به طرف‌های درگیر بی‌طرف ماند. او پس از نکبت فلسطین در سال ۱۹۴۸، در قاهره اقامت گزید و به همراه اسعد داغر روزنامهٔ «القاهرة» را در سال ۱۹۵۳ منتشر کرد. انتشار آن تا سال ۱۹۵۷ ادامه یافت، هنگامی که به قدس بازگشت تا به نوشتن در روزنامهٔ «الدفاع» که از سال ۱۹۵۰ در آنجا منتشر می‌شد، ادامه دهد.
در سال ۱۹۵۸ قدس را در نتیجهٔ درگیری‌های سیاسی در اردن ترک کرد و سپس به آنجا بازگشت. اما پس از جنگ ۱۹۶۷ به عمان رفت. او روزنامه «الدفاع» را برای سومین بار مجدداً منتشر کرد. سپس در ۱۴ مارس ۱۹۶۹ به عنوان رئیس اولین سندیکای روزنامه‌نگاران اردن انتخاب شد. روزنامه «الدفاع» در ژوئن ۱۹۷۱ با تصمیم دولت اردن انتشار خود را متوقف کرد. در سال ۱۹۶۴ اولین کنفرانس ملی فلسطین در شهر قدس برگزار شد که اولین مجلس ملی فلسطین از آن شکل گرفت و ابراهیم الشنطی به عضویت آن انتخاب شد.
ابراهیم الشنطی در عمان در روز ۱۵ آوریل ۱۹۷۹ در سن ۶۹ سالگی پس از تحمل یک بیماری که مدت زیادی طول نکشید درگذشت و همان‌جا به خاک سپرده شد. در سال ۱۹۹۰ مدال قدس برای فرهنگ و هنر به نام او اعطا شد.